# Ghiacciaio Kornicker
Il ghiacciaio Kornicker (in inglese: Kornicker Glacier) è un ghiacciaio situato sulla costa di Zumberge, nella parte occidentale della Terra di Ellsworth, in Antartide. In particolare, il ghiacciaio, il cui punto più alto si trova a circa 2.050 m s.l.m., si trova sul versante orientale della catena principale della dorsale Sentinella, nelle Montagne di Ellsworth. Da qui, esso fluisce verso nord-est a partire da un circo glaciale circondato dai monti Liptak, Southwick, Milton e Mullen, e scorrendo lungo il lato nord-occidentale delle cime Petwar, fino a unire il proprio flusso a quello del ghiacciaio Thomas.

## Storia
Il ghiacciaio Kornicker è stato così battezzato dal Comitato consultivo dei nomi antartici nel 2006 in onore di Louis S. Kornicker, zoologo ricercatore presso il dipartimento di zoologia degli inverterbrati del Museo Nazionale di Storia Naturale della Smithsonian Institution dal 1964 al 1966, e membro del consiglio editoriale dell'Unione Geofisica Americana dal 1978 al 1990.